# Maria Zerova
Maria Iàkivna Zerova (ucraïnès: Марія Яківна Макаревич; Kazatin, Óblast Vinnitsia; 7 - 21) va ser una micòloga, botànica, professora, geobotánica, i taxònoma ucraïnesa.
Va desenvolupar activitats acadèmiques i científiques a l'"Institut de Botànica M. G. Kholodny", de l'Acadèmia Nacional de Ciències d'Ucraïna, Kíiv.

## Biografia
Va néixer en una família de ferrocarrilers. El 1904, la seva família es va traslladar a Kíiv. El 1917, després d'acabar l'escola mitjana de dones amb medalla de plata, va entrar a l'Institut Mèdic de Kíiv. No obstant això, després del tercer any, va haver d'interrompre el seu estudi a causa d'una tuberculosi. Després de la recuperació, seguint el consell del metge, es va traslladar a la Facultat de Biologia de la Universitat de Kíiv (en aquest moment l'Institut d'Escolarització Popular).
El 1924, es va graduar per la universitat i durant molt de temps va treballar com a mestra d'escola secundària. Més tard, es va dedicar a la ciència, a partir de llavors a l'estudi de fongs de diferents grups taxonòmics i ecològics. Va treballar al Trust de Plantacions, l'Institut de Recerca Científica de la indústria sucrera, l'Institut Ucraïnès del cautxú i espermatòfits en Goma, a partir de 1934 i fins al final de la vida al M. G. Institut de Botànica Kholodny, Acadèmia Nacional de Ciències d'Ucraïna.
Va estudiar fongs i malalties de plantes de cautxú en la dècada de 1930 (Asclepias cornuti Decsn., Escurçonera tau-saghys Lipsch. & Bosse etc.) utilitzant àmpliament tècniques de cultiu purs i, com a resultat, va descobrir i va descriure 4 espècies de fongs nous per a la ciència (Phyllosticta tau-saghyziana Zerova, Macrosporium tau-saghyzianum Zerova, Myrothecium transchelianum Zerova i Tropova i Melanospora asclepiadis Zerova). En el cas de la darrera espècie, es va demostrar experimentalment que parasita a Fusarium solani App. & Wr.
El 1924, es va graduar per la Facultat de Biologia de la Universitat de Kíiv. Investigadora principal de l'Institut de Botànica, de l'Acadèmia Nacional de Ciències d'Ucraïna.
Autora de nombrosos articles i diversos monografies dedicades a xampinyons d'Ucraïna. El 13 de desembre de 1983, es va convertir en guanyadora del "Premi Estatal de l'URSS en Ciència i Tecnologia", per les set edicions de cinc volums del llibre "Claus de bolets d'Ucraïna" (1967 -1979).
Zerova va ser autora de més de 200 treballs científics, dedicats a pleomorfisme en ascomicots, micorrizes, les relacions dels fongs que formen micorrizes ectotròfiques amb les plantes vasculars, la diversitat d'espècies, sistemàtica, i les característiques ontogenètics d'ascomicots i basidiomicots. S'aprecia la seva llarga i fructífera activitat científica.
El 1983, juntament amb altres autors, publiquen Guia a la identificació de fongs d'Ucraïna, i Zerova va ser guardonada amb el Premi Nacional d'Ucraïna per a la Ciència i Tecnologia. També va ser guardonada amb l'Ordre de la Bandera Vermella del Treball, medalles i diplomes.